# Jean-Claude Carrier
Pour les articles homonymes, voir Carrier (homonymie).
Ne doit pas être confondu avec Jean-Claude Carrière.
Jean-Claude Carrier (Mieussy, 20 janvier 1897 - Mort pour la France le 28 janvier 1944 à Saint-Jeoire) est un militant socialiste, résistant français, Compagnon de la Libération. Vétéran de la Première Guerre mondiale, il refuse l'armistice du 22 juin 1940 et s'engage dans la résistance. Responsable des actions armées de son secteur, il est tué par les troupes allemandes après avoir été dénoncé.

## Biographie

### Jeunesse et engagement
Jean-Claude Carrier naît le 20 janvier 1897 dans une famille de cultivateurs d'Anthon, hameau de la commune de Mieussy en Haute-Savoie. Après des études à Bonneville il débute un apprentissage d'ébéniste. En 1915, il est mobilisé et affecté au 1er régiment d'artillerie de montagne à Grenoble. Après avoir été blessé durant les combats de 1917, il termine la guerre avec le grade de brigadier et est démobilisé en 1919. Il s'installe à Paris en 1920 après s'être marié et adhère à la Section française de l'Internationale ouvrière (SFIO). Il retourne en Haute-Savoie dix ans plus tard et ouvre un atelier d'ébénisterie à Ville-en-Sallaz où il continue de s'investir dans des activités syndicales et politiques, notamment en militant à la section socialiste de Mieussy et en adhérant à la Ligue des droits de l'homme en 1933.

### Seconde Guerre mondiale
Jean-Claude Carrier est mobilisé en 1939 mais n'est pas affecté à une unité combattante. Chargé du contrôle des usines de métallurgie de Haute-Savoie, il n'accepte pas l'armistice du 22 juin 1940 et choisit de poursuivre la lutte contre les Allemands. Après avoir rassemblé autour de lui plusieurs camarades, il prend contact avec le réseau La dernière colonne fondé en septembre 1940 par Emmanuel d'Astier de La Vigerie et Édouard Corniglion-Molinier. Au début de l'année 1941, lorsque La dernière colonne devient le mouvement Libération, Jean-Claude Carrier est un des principaux représentants et organisateurs de celui-ci en Haute-Savoie. Mettant en place des réseaux de renseignement et organisant l'édition et la distribution de journaux clandestins, il est activement recherché par la police du régime de Vichy et est contraint à une totale clandestinité. En été 1942, il crée un camp de maquisard : le camp du Môle, le premier de la région à être organisé militairement,.
En janvier 1943, Jean-Claude Carrier et son maquis rejoignent les rangs de l'Armée secrète après que Libération s'est uni avec les mouvements Combat et Franc-Tireur. Désigné responsable de l'action armée, il dirige les opérations dans son secteur du Faucigny et du Haut-Chablais. Sa tête mise à prix, il multiplie les changements de domicile, d'apparence et d'identité, changeant son nom en Jean Cheminal et s'identifiant par les pseudonymes "Burin" et "Rabot". En juin 1943, il empêche un détachement italien de capturer un résistant et multiplie les actions armées. Son commandement est alors étendu et couvre toute la vallée du Giffre. En contact avec le BCRA, il rencontre plusieurs fois Jean Rosenthal et le colonel britannique Richard Heslop du SOE venus tous deux évaluer la situation des maquis de Haute-Savoie.
Le 28 janvier 1944, alors que Jean-Claude Carrier est installé au village de Pouilly, sur la commune de Saint-Jeoire, une dénonciation mène les Allemands sur sa piste. Les troupes de la Wehrmacht cernent le village et prennent en embuscade une voiture occupée par trois maquisards dont deux sont tués. Le troisième, Robert Desbiolles, parvient à s'échapper et à avertir Carrier. Les allemands tuent sept hommes du village puis investissent le rez-de-chaussée de la maison de Carrier où ils abattent Desbiolles. Retranché à l'étage, Jean-Claude Carrier parvient à tuer une dizaine d'ennemis avant que ceux-ci, ne parvenant pas à le déloger, mettent le feu à la maison. Celle-ci finit par s'effondrer, entraînant la mort de Carrier.

## Décorations
|  |  |  |
|  |  |  |

| Chevalier de la Légion d'honneur    | Chevalier de la Légion d'honneur | Compagnon de la Libération | Compagnon de la Libération | Croix de guerre 1939-1945 Avec palme | Croix de guerre 1939-1945 Avec palme |
| Médaille de la Résistance française |                                  |                            |                            |                                      |                                      |

## Hommages
- À Saint-Jeoire, au village de Pouilly, une stèle commémorative porte son nom ainsi que ceux des dix autres hommes morts ce jour-là sur les lieux[7].